# جوزف ووكر

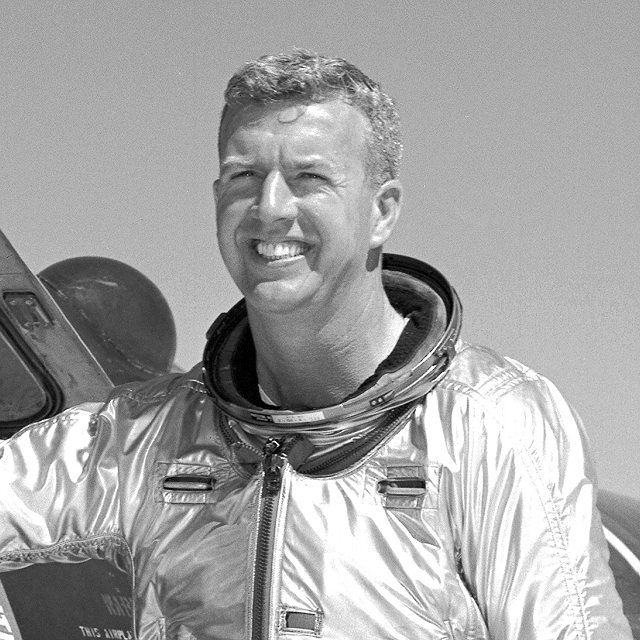

جوزف ووكر (بالإنجليزية: Joseph Albert «Joe» Walker)‏ أوجوزف ألبرت ووكر هو من أبطال الطيران الأختباري التاريخيين. ولد في 20/2/1921 في واشنطن و تخصص في الفيزياء قبيل نشوب الحرب العالمية الثانية وشارك في عملياتها الجوية فوق أوروبا مستحقا أوسمة رفيعة الشأن. في عام 1945 انضم ووكر إلى وكالة ناسا و أختبر أهم طائراتها التجريبية مثل إكس-1 / إكس-3 / إكس-4 / إكس-5 / سكايروكت .
في عام 1959 اختبر ووكر رئيسا للفريق المدني المكلف باختبار إكس-15 فبرع في قيادتها. و في 1965 قاد ووكر مركبات الهبوط القمري LLRV التي تدرب عليها أول رواد هبطوا على القمر.
ولكن ووكر لم يعش طويلا ليرى زميله نيل أرمسترونغ يطأ سطح القمر فقد قتل في 8 حزيران(يونيو) 1966 حين ارتطمت طائرته ال ف-104 بقاذفة فالكيري التجريبية التي كان يواكبها. و قد قتل في الحادث أيضا كارل كروس.